# Věra Černá
Věra Černá, także Matrasová, Englerová (ur. 12 kwietnia 1938 w Pradze, zm. 5 listopada 2008 w Banff) – czechosłowacka lekkoatletka, kulomiotka.
Podczas igrzysk olimpijskich w Rzymie (1960) zajęła 9. miejsce. Wielokrotna mistrzyni Czechosłowacji.
W 1960 dwukrotnie ustanawiała rekordy kraju w pchnięciu kulą (14,82 oraz 15,53).
Reprezentowała klub RH Praha.